# Marisol Ayuso
Pour les articles homonymes, voir Ayuso.
 (août 2013).
Marisol Ayuso (née à Madrid le 19 mai 1943) est une actrice espagnole de théâtre, cinéma et télévision. Son père était l'acteur Pedro Pablo Ayuso, et sa mère l'aristocrate Soledad Domingues y Giraldes (petite fille du Vicomte de Troncoso).

## Filmographie
- 1960 : Aventuras de Don Quijote
- 1961 : Sissi 63 (en) (Cariño mío)
- 1962 : Todos eran culpables
- 1962 : Certains l'aiment noire (Vampiresas 1930) de Jesús Franco
- 1964 : El pecador y la bruja
- 1967 : Operación cabaretera (es) de Mariano Ozores
- 1967 : Una bruja sin escoba (en) de José María Elorrieta : Elisa
- 1968 : ¡Cómo está el servicio! (es) de Mariano Ozores
- 1968 : Objetivo: bi-ki-ni (es) de Mariano Ozores
- 1968 : Llaman de Jamaica, Mr. Ward
- 1969 : Verano 70
- 1969 : Cuatro noches de boda (es) de Mariano Ozores
- 1969 : Mi marido y sus complejos
- 1970 : La tonta del bote (es) de Juan de Orduña
- 1970 : Yo soy una bellaca
- 1971 : Aunque la hormona se vista de seda...
- 1971 : Sept Minutes pour mourir (Siete minutos para morir) de Tito Fernández : Sonya
- 1973 : Lo verde empieza en los Pirineos (es) de Vicente Escrivá
- 1975 : Cómo matar a papá... sin hacerle daño
- 1977 : Ésta que lo es...
- 1982 : Loca por el circo (es) de Luis María Delgado
- 1987 : Esto es un atraco
- 1987 : Desmadre matrimonial
- 1998 : La hora de los valientes d'Antonio Mercero

### Télévision
- 1967-1979 : Estudio 1
- 1992 : Fin de año con Lina Morgan
- 1993 : Celeste... no es un color : Marga
- 1996-1998 : Hostal Royal Manzanares
- 2005 : Don Juan en Alcalá 2005
- 2005-2014 : Aída (es) : Eugenia García García